# Onthophagus densipilis
Onthophagus densipilis là một loài bọ cánh cứng trong họ Bọ hung (Scarabaeidae).